# Rocket League
Rocket League – komputerowa gra sportowa, stworzona i wydana przez studio Psyonix. Premiera gry odbyła się 7 lipca 2015 na platformach Windows oraz PlayStation 4, 17 lutego 2016 została wydana na konsolę Xbox One, a 14 listopada 2017 na konsolę Nintendo Switch. Rocket League to kontynuacja gry Supersonic Acrobatic Rocket-Powered Battle-Cars.

## Rozgrywka
Rozgrywka w Rocket League jest w większości aspektów taka sama jak u poprzednika. Gracz kontroluje wyścigówkę, którą wykorzystuje, aby uderzyć piłkę w kierunku bramki przeciwnika i zdobyć punkt, jak w piłce nożnej. Gra zawiera również elementy przypominające demolition derby.
Kilka miesięcy po premierze, do gry zostały dodane modyfikatory meczów, pozwalające zmienić m.in. długość meczu, siłę grawitacji, wielkość i kształt piłki oraz szybkość graczy. W grudniu 2015, z okazji świąt bożonarodzeniowych wprowadzono tryb hokeja na lodzie. Piłka została zastąpiona krążkiem, a gracze mierzyli się na lodowiskach. Producent wprowadził również tryb Hoops przypominający koszykówkę.

## Produkcja
19 stycznia 2014 studio Psyonix potwierdziło, że sequel Supersonic Acrobatic Rocket-Powered Battle-Cars jest tworzony pod nazwą Rocket League.
Gra przed wydaniem była dostępna w ramach zamkniętej alfy dla graczy komputerowych w styczniu 2014 roku i dwóch zamkniętych wersji beta dla graczy PlayStation 4 w kwietniu i maju 2015.
3 czerwca 2015 roku producent oficjalnie ogłosił datę premiery wyznaczoną na 7 lipca 2015 dla PlayStation 4 i komputerów z systemem Windows, ujawniając przy okazji, że auto Sweet Tootha z serii Twisted Metal będzie dostępne dla posiadaczy gry na PlayStation 4.
W grudniu 2015 Psyonix zapowiedziało port na Xbox One, który został wydany 17 marca 2016.
W lipcu 2020 poinformowano, że w lecie tego samego roku gra przejdzie na model free-to-play. Produkcja ma ponadto zniknąć ze sklepu Steam i pojawić się w konkurencyjnym Epic Games Store.

### Dodatkowa zawartość
- Supersonic Fury – pierwszy dodatek, wydany 13 sierpnia 2015 roku[18]. Zawiera dwa nowe samochody (Takumi oraz Dominus), sześć naklejek, pięć malowań, dwa efekty korzystania z dopalacza i dwa zestawy kół[19].
- Revenge of the Battle-Cars – zestaw zawiera dwa auta z poprzedniej części gry (Zippy oraz Scarab), sześć naklejek do tych samochodów i inne przedmioty. Miał swoją premierę 13 października 2015[20].
- Back To Future – dodatek zawierający samochód DeLorean. Data premiery – 21 października – nawiązuje do filmu „Powrót do przyszłości II”[21]
- Chaos Run – pakiet zawierający dwa nowe samochody (Ripper oraz Grog), dwanaście naklejek i inne przedmioty. Wydany 1 grudnia 2015[22].
- Batman v Superman: Dawn of Justice Car Pack – dodatek zawierający Batmobil, wydany 8 marca 2016 z okazji nadchodzącej premiery filmu Batman v Superman: Świt sprawiedliwości[23].
- NBA Flag Pack – pakiet 30 flag drużyn koszykarskich dodany wraz z trybem Hoops[11].

### Ścieżka dźwiękowa
Oficjalna ścieżka dźwiękowa została wydana 1 lipca 2015 (tydzień przed premierą gry).
| Nr  | Tytuł utworu                                       | Długość |
| --- | -------------------------------------------------- | ------- |
| 1.  | „Rocket League Theme” (Mike Ault)                  | 1:28    |
| 2.  | „Angel Wings” (Mike Ault, Avianna Acid)            | 6.07    |
| 3.  | „Darkness” (Mike Ault, Christian de la Torre)      | 7:30    |
| 4.  | „Flying Forever” (Mike Ault, Morgan Perry)         | 6:05    |
| 5.  | „I Can Be” (Mike Ault, Crysta)                     | 4:18    |
| 6.  | „In My Dreams” (Mike Ault, Nikki Wilkins)          | 6:24    |
| 7.  | „Lacuna” (Mike Ault)                               | 7:09    |
| 8.  | „Love Thru the Night” (Mike Ault, Morgan Perry)    | 5:07    |
| 9.  | „We Speak Chinese” (Mike Ault, Abandoned Carnival) | 4:37    |
| 10. | „Seeing Whats Next” (Hollywood Principle)          | 3:19    |
| 11. | „Whiplash” (Hollywood Principle)                   | 7:17    |
|     |                                                    | 53:20   |

## Profesjonalne współzawodnictwo
Krótko po premierze gra została zauważona przez drużyny e-sportowe i dołączyła do Electronic Sports League (ESL). We wrześniu 2015 Major League Gaming (MLG) zapowiedziało pierwszy sezon Pro Rocket League, który trwał od września do początku października.
W marcu 2016 producent zapowiedział Rocket League Championship Series, które będą trwały od maja do czerwca 2016. Organizatorzy ujawnili, że mecze będą rozgrywane tylko na konsolach PlayStation 4 i komputerach z system Windows. Pula nagród to 75 tys. dolarów.

## Odbiór gry
Odbiór gry podczas trwania bety był bardzo pozytywny. Krytycy chwalili zarówno fakt, że gra jest „wciągająca i zabawna”, jak i efekty wizualne, które uznano za dopracowane. Podczas konwentu E3 2015, Rocket League otrzymała wiele nominacji i wygrała kilka nagród. PlayStation Universe przyznało  „Best Sports Game on E3” a GamingTrend nagrodę „Best Multiplayer Game on E3”.
Rocket League otrzymała w większości pozytywne oceny, recenzenci zachwalali tryb wieloosobowy, pisząc że jest zabawny, prosty i wysoce uzależniający, oceniając go jako jeden z najlepszych w grach z ostatniego roku.

### Sprzedaż
11 lipca 2015 Psyonix ogłosiło, że 120 000 do 124 000 graczy jednocześnie gra na PlayStation 4 oraz na komputerach z systemem Windows. Do 14 lipca gra została pobrana 2 miliony razy. Trzy dni później liczba pobrań przekroczyła 4 miliony. Pod koniec lipca podano, że gra została pobrana 5 milionów razy i grało w nią jednocześnie 179 000 graczy, w tym milion kopii Rocket League zostało sprzedanych za pośrednictwem platformy Steam.
Pod koniec roku studio Psyonix poinformowało, że gra znalazła 8 milionów graczy i przyniosła 50 milionów dolarów przychodu. W niecały miesiąc po premierze gry na konsoli Xbox One, zagrało w nią milion graczy. Do czerwca 2016 gra została sprzedana w ponad 5 milionach egzemplarzy na wszystkich platformach, przynosząc 110 mln dolarów przychodu, znalazła 15 milionów graczy, a w szczytowych momentach grało 220 tysięcy osób.